# Kpaki Adiri
Kpaki Adiri est un homme politique de la république démocratique du Congo. Il est ministre du Développement rural  dans le gouvernement Muzito I.